# 亚德里亚航空
亚德里亚航空是一家总部位于斯洛文尼亚首都卢布尔雅那的航空公司。该航空公司是斯洛文尼亚的国家航空公司，也是星空联盟的区域成员。亚德里亚航空主要经营欧洲范围内的定期航班，并提供前往欧洲以及中东部分城市的包机服务。其枢纽机场为盧布爾雅那約熱·普奇尼克機場。

## 历史
亚德里亚航空创办于1961年，时称Adria Aviopromet。同年，使用4架道格拉斯DC-6B飞机开始经营包机服务。服务范围以南美、非洲、远东等洲际航线为主，服务对象多为欧洲旅行社、斯洛文尼亚移民，以及国际红十字会、联合国等国际组织的工作人员。1968年，与贝尔格莱德的一家贸易集团Interexport结盟并更名为“伊内克斯-亚德里亚航空”（Inex-Adria Airways）。在当时欧洲航空业的竞争背景下，公司购进其首架喷气式飞机道格拉斯DC-9，于1969年投入使用，并出售原有的道格拉斯DC-6B。
20世纪70年代，伊内克斯-亚德里亚航空的主要业务是为西欧旅行社提供前往亚得里亚海沿岸旅游城市的包机服务。为了满足国内市场需求，也经营卢布尔雅那与前南斯拉夫部分城市之间的航线。
20世纪80年代初，伊内克斯-亚德里亚航空引进5架麦道-80飞机，并成为国际航空运输协会IATA的成员。1983年，开通其首个定期国际航班：卢布尔雅那-贝尔格莱德-拉纳卡。1984年，引进两架Dash-7螺旋桨飞机，用于支线航班服务。1986年，与Interexport贸易集团的联盟解散，公司名称重新改回Adria Aviopromet。80年代末，亚德里亚航空将其定期航线扩展到慕尼黑、伦敦、巴黎等地，并在1989年购进空中客车A320飞机。
1991年6月25日，斯洛文尼亚共和国宣布独立，亚德里亚航空也因此成为斯洛文尼亚的国家航空公司。当时仍管辖斯洛文尼亚空域的前南斯拉夫民航管理局迅速采取政治镇压，对亚德里亚航空实施禁飞3个月。1992年1月底，亚德里亚航空恢复运营。由于原来许多海滨旅游城市已属于其它国家，航权受到限制，亚德里亚航空对其运营结构做出重大调整，将重点由包机转向定期航班。
1995年，亚德里亚航空开始与汉莎航空进行代码共享等方面的合作。1996年，公司财政结构重组，转变为半私有化。1998年初，从庞巴迪宇航公司购入两架CRJ-200飞机；1998年末及2000年又增购两架。2002年，庞巴迪宇航公司指定亚德里亚航空为其在欧洲首个授权大型维护中心，为其它航空公司的CRJ飞机提供维护和维修服务。
2004年8月，亚德里亚航空获得国际航空运输协会的IOSA认证，是全球首批12家获得此项认证的航空公司之一。同年12月，亚德里亚航空以区域成员的身份加入星空联盟。
近年来，亚德里亚航空的旅客运输量逐年提高，2006年首次突破100万人次，2007年达113.6万人次，2008年1-8月份已达90.8万人次。净利润在2006年扭亏为盈，达7万欧元；2007年则达到了42.5万欧元。
2019年10月4日，星空联盟宣布亚德里亚航空因破产而退出联盟。

## 航點及代碼共享

### 目的地
截至2017年夏天，亚德里亚航空的目的地有：
| 亚德里亚航空通航目的地 | 亚德里亚航空通航目的地 | 亚德里亚航空通航目的地              | 亚德里亚航空通航目的地 | 亚德里亚航空通航目的地 |
| ---------------------- | ---------------------- | ----------------------------------- | ---------------------- | ---------------------- |
| 国家                   | 城市                   | 机场                                | 机场代码               | 备注                   |
| 斯洛維尼亞             | 卢布尔雅那             | 卢布尔雅那约热·普奇尼克机场         | LJU                    | 主要枢纽               |
| 阿尔巴尼亚             | 地拉那                 | 地拉那特雷莎修女国际机场            | TIA                    | 次要樞紐               |
| 科索沃                 | 普里什蒂纳             | 普里什蒂纳国际机场                  | PRN                    | 次要樞紐               |
| 奥地利                 | 维也纳                 | 维也纳国际机场                      | VIE                    |                        |
| 比利时                 | 布鲁塞尔               | 布鲁塞尔机场                        | BRU                    |                        |
|                        | 萨拉热窝               | 萨拉热窝国际机场                    | SJJ                    |                        |
| 捷克                   | 布拉格                 | 布拉格瓦茨拉夫·哈維爾國際機場       | PRG                    |                        |
| 丹麦                   | 哥本哈根               | 哥本哈根凯斯楚普机场                | CPH                    |                        |
| 法國                   | 巴黎                   | 巴黎－夏尔·戴高乐机场               | CDG                    |                        |
| 德国                   | 法兰克福               | 法兰克福机场                        | FRA                    |                        |
| 德国                   | 慕尼黑                 | 慕尼黑机场                          | MUC                    |                        |
| 德国                   | 杜塞道夫               | 杜塞道夫機場                        | DUS                    | 包機                   |
| 德国                   | 司徒加特               | 斯圖加特機場                        | STR                    | 季節性                 |
| 北馬其頓               | 史高比耶               | 史高比耶亚历山大大帝机场            | SKP                    |                        |
| 蒙特內哥羅             | 波德戈里察             | 波德戈里察机场                      | TGD                    |                        |
| 荷蘭                   | 阿姆斯特丹             | 斯希普霍尔机场                      | AMS                    |                        |
| 波蘭                   | 华沙                   | 华沙弗雷德里克·肖邦机场             | WAW                    |                        |
| 俄羅斯                 | 莫斯科                 | 谢列梅捷沃国际机场                  | SVO                    |                        |
| 瑞士                   | 苏黎世                 | 苏黎世机场                          | ZRH                    |                        |
| 乌克兰                 | 基辅                   | 鲍里斯波尔国际机场                  | KBP                    |                        |
| 瑞典                   | 馬爾默                 | 馬爾默機場                          | MMX                    | 季節性                 |
| 英国                   | 曼徹斯特               | 曼徹斯特機場                        | MAN                    | 季節性                 |
| 法國 瑞士 德国         | 米盧斯、巴塞爾、弗賴堡 | 巴塞爾-米盧斯-弗賴堡歐洲機場        | BSL, MLH, EAP          | 包機                   |
| 義大利                 | 拉梅齊亞泰爾梅         | 拉梅齊亞泰爾梅國際機場              | SUF                    | *季節性包機            |
| 斯洛伐克               | 波普拉德               | 波普拉德機場                        | TAT                    | *季節性包機            |
| 西班牙                 | 赫羅納                 | 赫羅納－布拉瓦海岸機場              | GRO                    | *季節性包機            |
| 西班牙                 | 帕爾馬                 | 馬略卡島帕爾馬機場                  | PMI                    | *季節性包機            |
| 西班牙                 | 特內里費島             | 特內里費南部機場                    | TFS                    | *季節性包機            |
| 希腊                   | 伊拉克利翁             | 伊拉克利翁尼科斯·卡贊察基斯國際機場 | HER                    | *季節性包機            |
| 希腊                   | 卡尔帕索斯岛           | 卡爾帕索斯國家機場                  | AOK                    | *季節性包機            |
| 希腊                   | 凱法利尼亞島           | 凱法利尼亞國際機場                  | EFL                    | *季節性包機            |
| 希腊                   | 科斯島                 | 科斯島國際機場                      | KGS                    | *季節性包機            |
| 希腊                   | 列斯伏斯島             | 米蒂利尼國際機場                    | MJT                    | *季節性包機            |
| 希腊                   | 普雷韋扎               | Aktion National Airport             | PVK                    | *季節性包機            |
| 希腊                   | 羅得島                 | 羅得島迪亞戈拉斯國際機場            | RHO                    | *季節性包機            |
| 希腊                   | 薩摩斯島               | 薩摩斯國際機場                      | SMI                    | *季節性包機            |
| 希腊                   | 聖托里尼               | 聖托里尼國際機場                    | JTR                    | *季節性包機            |
| 希腊                   | 斯基亞索斯島           | 斯基亞索斯國際機場                  | JSI                    | *季節性包機            |
| 希腊                   | 扎金索斯               | 扎金索斯國際機場                    | ZTH                    | *季節性包機            |
| 土耳其                 | 安塔利亞               | 安塔利亞機場                        | AYT                    | *季節性包機            |
| 以色列                 | 特拉維夫               | 本-古里安國際機場                   | TLV                    | 季節性                 |
| 埃及                   | 洪加達                 | 洪加達國際機場                      | HRG                    | *季節性包機            |
| 埃及                   | 沙姆沙伊赫             | 沙姆沙伊赫國際機場                  | SSH                    | *季節性包機            |
| 科威特                 | 科威特市               | 科威特國際機場                      | KWI                    | *季節性包機            |

### 代碼共享
- 俄羅斯航空
- 法國航空
- 印度航空
- 塞爾維亞航空
- 奧地利航空
- 布魯塞爾航空
- 荷蘭皇家航空
- LOT波蘭航空
- 漢莎航空
- 蒙特內哥羅航空
- 北歐航空
- 瑞士國際航空
- 土耳其航空

## 机队

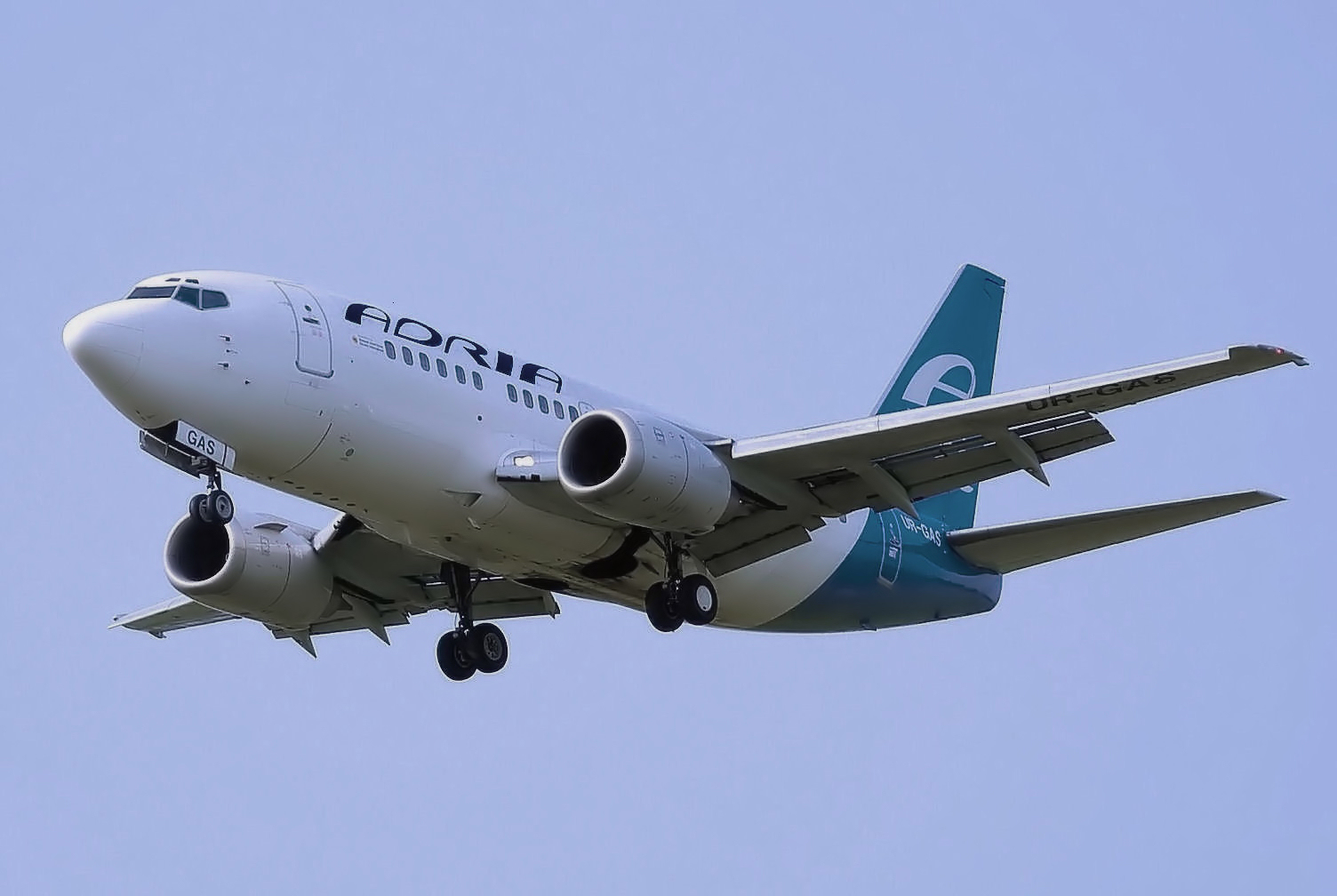
亚德里亚航空的波音737-500客机

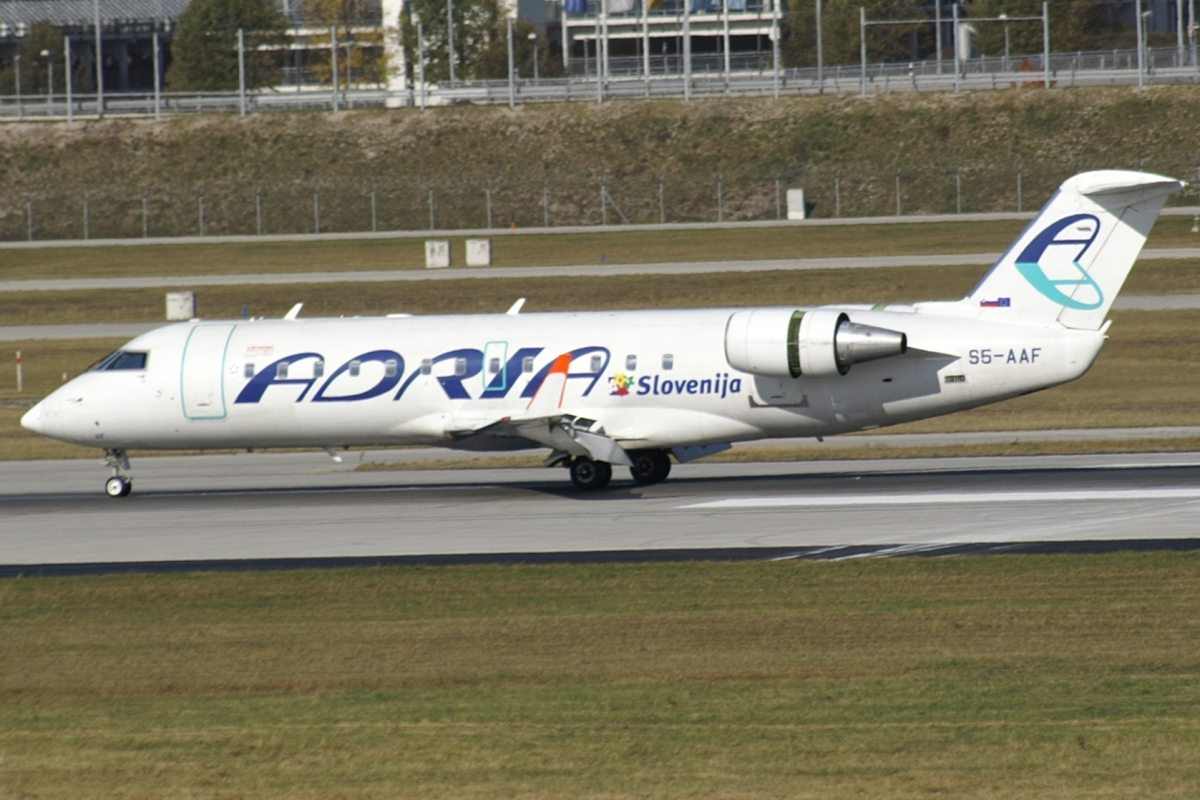
亚德里亚航空的庞巴迪CRJ200客机

截至2017年8月，亚德里亚航空的机队拥有以下飞机。

## 事故
- 1975年10月30日，一架伊内克斯-亚德里亚航空的道格拉斯DC-9-32客机在由蒂瓦特飞往捷克斯洛伐克布拉格。飞机在大雾中着陆时撞到高地上，机上载有120名乘客及机组人员，其中75人遇难。[8]

- 1976年9月10日，伊内克斯-亚德里亚航空由斯普利特飞往科隆的330次航班（道格拉斯DC-9-31）与英国航空由伦敦飞往伊斯坦布尔的476次航班（霍克薛利三叉戟型）在现在的克罗地亚上空相撞。伊内克斯-亚德里亚航空与英国航空的飞机上各有113人和63人遇难（札格雷布空難）。调查结果显示，事故主要原因为航空交通管制疏忽，两架飞机的机组人员也负有失查责任。当班的控制员全部被指控，其中一名工作人员因疏忽职守罪被判处有期徒刑7年，但关押两年多即被释放。[9]

- 1981年12月1日，伊内克斯-亚德里亚航空1308次航班执行卢布尔雅那-阿雅克肖飞行任务，在降落过程中撞山，坠毁于阿雅克肖机场附近。这架麦道-81飞机上的173名乘客和7名机组人员全部遇难。造成事故的原因有：天气恶劣（大雾），机师可能未获得所需要的着陆参数，机师与塔台之间通话误会。[10]